# Meijer Seemer

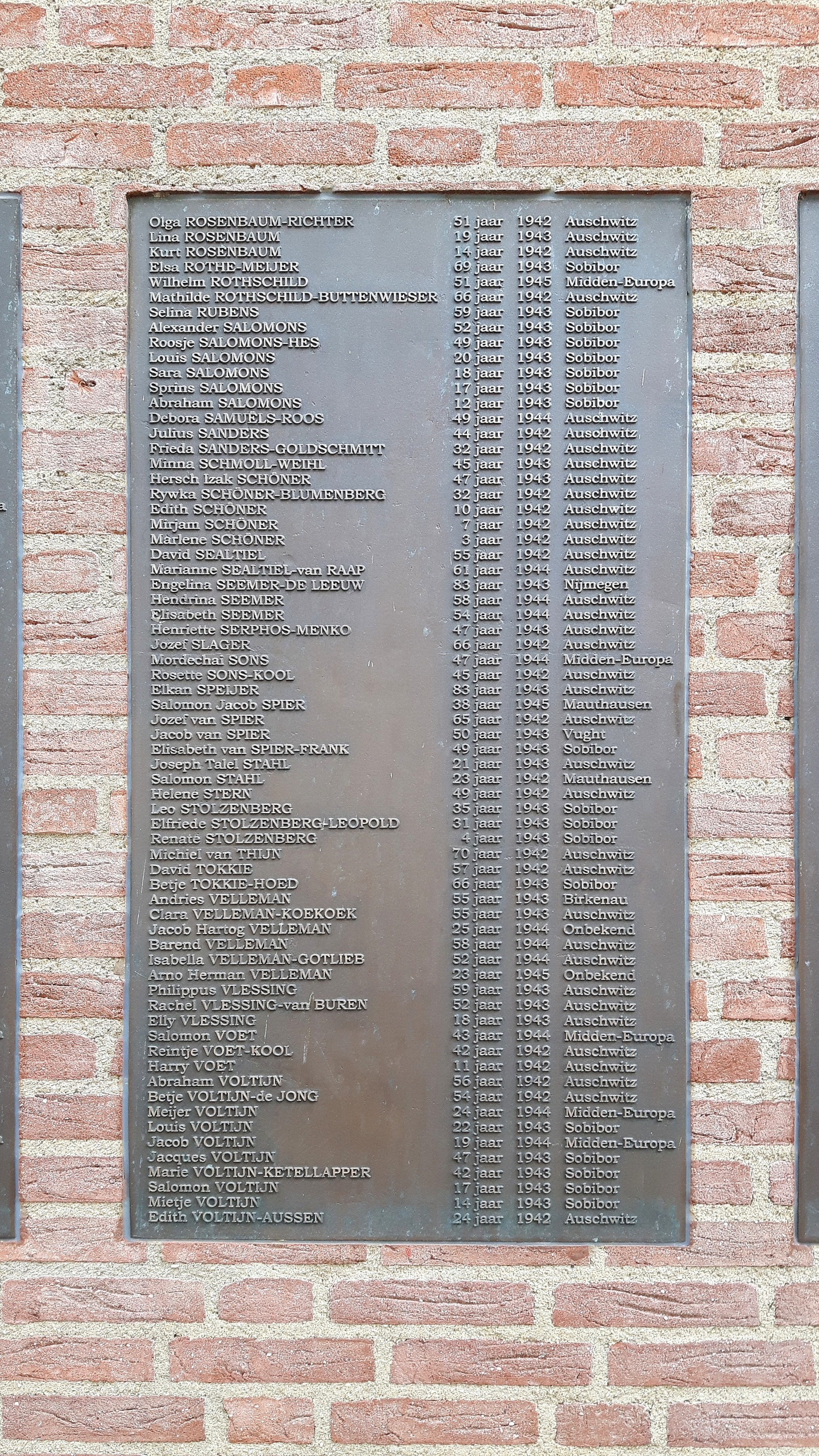
Dochters op monument Nijmegen (juni 2020)

Meijer B. Seemer, bekend onder M.B. Seemer, (Rotterdam, 19 mei 1863 – Amsterdam, 7 december 1918) was een Nederlands violist.
Hij was zoon van koopman Benedictus Seemer en koopvrouw Antje de Leeuw. Zelf was hij getrouwd met Engelina de Leeuw. Dochter Cato Charlotte Seemer overleed in 1937. Vrouw en dochters Hendrina en Elisabeth moesten tijdens de Tweede Wereldoorlog onderduiken in Nijmegen; De Leeuw overleed tijdens die periode. De twee dochters werden verraden en werden gedeporteerd naar Kamp Westerbork en na een treintransport omgebracht in concentratiekamp Auschwitz. De dochters worden genoemd op de plaquettes bij het Joods namenmonument aan de Kitty de Wijzeplaats in Nijmegen en het Holocaust Namenmonument in Amsterdam.
Van zijn opleiding is niets bekend. Hij was vanaf de oprichting violist van het Concertgebouworkest; in 1892 benoemd tot tweede concertmeester.
Tussen mei 1897 en oktober 1898 stond hij tijdens vijf concerten als dirigent voor het Concertgebouworkest. In de periode 1892 en 1898 trad hij 28 keer op als solist bij dat orkest, meest onder leiding van Jean Renard. Seemer werd tijdens de meningsverschillen tussen diverse orkestleden, waaronder André Spoor, en de chef-dirigent Willem Mengelberg niet meer als wenselijk gezien door die laatste, maar bleef in tegenstelling tot Spoor uiteindelijk wel lid van het orkest. Hij kon in 1918 met velen zijn dertigjarig jubileum bij dat orkest vieren. Opmerkelijk is daarom te noemen dat Mengelberg wel aanwezig was en sprak tijdens zijn begrafenis op de Israëlitische Begraafplaats te Diemen. Engelina de Leeuw zou later bijgezet worden.
Hij gaf jarenlang piano-, viool- en ensembleles vanuit zijn woonadressen in Amsterdam.